# 世界戏剧日
世界戏剧日（縮寫：WTD）是一个国际性的庆祝活动，定于3月27日庆祝。它是由国际戏剧协会在1961年发起的。

## 缘起
1961年6月，在赫尔辛基和维也纳举行的国际戏剧协会第九届世界大会上，国际戏剧协会芬兰中心的阿尔维·基维玛（World Theatre Day）代表芬兰中心提议设立世界戏剧日。该提议得到了斯堪的纳维亚中心的支持并获得了一致通过。 
1962年，国际戏剧协会（ITI）发起世界戏剧日。1962年，法国剧作家让·谷克多撰写了第一份世界戏剧日国际文告。每年3月27日，国际戏剧协会中心和国际戏剧界都会庆祝这一天。为了庆祝这一时刻，各个国家和国际戏剧组织会举办各种活动。其中最重要的是通过世界戏剧日国际信息传递，邀请世界级人物就“戏剧与和平文化”主题发表观点。